# Songo-Doubacoré
Songo-Doubacoré è un comune rurale del Mali facente parte del circondario di Koutiala, nella regione di Sikasso.
Il comune è composto da 10 nuclei abitati:
- Basso
- Daboni
- Datien
- Kalanga
- Kokan
- Koré
- Noupesso
- Oula (centro principale)
- Zangosso
- Zièrè